# أندريه كورتيس
أندريه كورثيس (بالفرنسية: André Corthis) وبالميلاد أندريه ماجدولين هوسون، ولدت في 15 أبريل 1882 بباريس وتوفى في 8 أغسطس 1952. هي كاتبة فرنسية. حصلت على جائزة فيمينا الأدبية عام 1905.